# 鲍勃·米勒
罗伯特·E·米勒（英語：Robert E. Miller，1956年7月9日—），美国NBA联盟前职业篮球运动员。他在1978年的NBA选秀中第4轮第85顺位被菲尼克斯太阳选中。